# Atomic Runner Chelnov
Atomic Runner Chelnov (ATOMIC RUNNER CHELNOV 戦う人間発電所?, Atomic Runner Chelnov Tatakau Ningen Hatsudensho) anche noto semplicemente come Chelnov, è un videogioco arcade sviluppato e pubblicato nel 1988 da Data East. Si tratta di un videogioco a piattaforme con scorrimento continuo, in cui il personaggio giocante è costretto ad avanzare nello scenario di gioco.
Il titolo non è direttamente collegato a Karnov, sebbene sia ambientato nell'Unione Sovietica e sviluppato dalla stessa Data East. Atomic Runner Chelnov è stato convertito per Sega Mega Drive e Sharp X68000. Nel 2007 è stato distribuito in Giappone tramite Virtual Console.

## Trama
Il videogioco vede come protagonista Chelnov, un minatore russo ma trapiantato negli USA, dedito all'estrazione del carbone (nella versione per console è un giovane scienziato), che viene travolto dalle radiazioni emesse dall'esplosione di una vicina centrale nucleare: Chelnov sopravvive, ma scopre di aver acquisito poteri sovraumani.
Nel frattempo la Terra viene invasa dai Destariani, un clan di esseri apparentemente alieni, che popolarono la Terra in tempi antichi e che ora rivendicano la sovranità sul pianeta; Chelnov decide di utilizzare i suoi nuovi poteri per liberare il pianeta dagli invasori, in un percorso che lo porta dalla prigione nella quale era stato rinchiuso fino alla Statua della Libertà di New York.

## Modalità di gioco
Atomic Runner Chelnov si presenta come il più classico dei platform sparatutto sullo stile di Contra, ma con la novità rappresentata dallo scrolling continuo ed inarrestabile dello scenario, che ha termine solamente alla fine di ogni livello, dove bisognerà vedersela col boss di turno.
I controlli includono il joystick per direzionare i colpi e per accovacciarsi, oltre che per accelerare o decelerare la corsa, il pulsante di sparo, il pulsante di salto e, ulteriore novità, un pulsante per invertire la direzione dell'eroe, affinché egli possa girarsi indietro e camminare a ritroso.
Lungo il percorso è possibile trovare svariate armi da sostituire alla pistola laser di cui il protagonista è inizialmente armato (missili, shuriken, mazzafrusti da piede, boomerang, proiettili di fuoco) e power-up che permettono di incrementare la potenza dell'arma corrente.
I nemici comuni sono per lo più eliminabili con un solo colpo, e possono essere sconfitti non solo con l'arma di Chelnov ma anche con un salto sopra ad essi (in questo il gioco può ricordare un po' la saga Mario Bros); ve ne sono diversi e rappresentano un misto di esseri ispirati alla fauna reale e mezzi tecnologicamente avanzati, un "minestrone" sconnesso dal gusto un po' kitsch dal quale non si salvano neanche i boss di fine livello, ovvero un drago, un Dogū gigantesco (che va sconfitto due volte, nel secondo e nel quarto livello), un elicottero bielica, lo scheletro di uno pterodattilo, un robot ed infine il celebre alieno della saga di film di fantascienza Alien, armato di spada, in un faccia a faccia che da ultimo ha luogo sulla Statua della Libertà.
Il protagonista ha tre vite, senza punti ferita: se viene colpito perde dunque la vita corrente e il giocatore sarà costretto a riprendere il gioco da un determinato checkpoint.

## Curiosità
- Il prestigioso giornale giapponese Asahi Shimbun denunciò il fatto che il gioco presentava troppi riferimenti al disastro di Černobyl', avvenuto un paio di anni prima, e che sarebbe stato meglio evitare certi legami a tragedie di tale portata; nonostante la smentita da parte della Data East il gioco presenta effettivamente diversi riferimenti:[senza fonte]
  - la storyline è focalizzata sull'esplosione di una centrale nucleare che fornisce poteri incredibili a Chelnov;
  - nella schermata iniziale del gioco appaiono falce e martello, in questo caso sicuramente un riferimento più geografico che non politico;
  - il nome Chelnov (チェルノブ?) è traslitterato dai katakana Chi-E-Ru-No-Bu[senza fonte], che potrebbero essere interpretati anche come la parola Chernob, quindi con chiaro riferimento al nome Chernobyl (チェルノブイリ?). Infatti, per via di alcune particolarità del Giapponese (non vi è differenza tra R ed L, e spesso nemmeno tra B e V) anche la parola Chernob va translitterata in katakana come チェルノブ.[senza fonte]
- È da notare come il sovietico Chelnov intraprende un viaggio che lo porterà al cospetto della Statua della Libertà, negli Stati Uniti d'America; in questo si può intravedere anche una matrice politica, quale riferimento alla guerra fredda.

## Utililizzo in altre opere
La Data East ha voluto attribuire al personaggio di Chelnov notevole popolarità, e l'ha quindi riproposto in altri videogiochi:
- Chelnov è il nemico finale del videogioco picchiaduro Fighter's History: Mizoguchi Kiki Ippatsu!!
- Chelnov è presente come uno dei nemici comuni nel videogioco Tumble Pop
- Chelnov ha un cameo nel videogioco Trio The Punch - Never Forget Me...
- Chelnov ha un cameo nel videogioco Rohga Armor Force
- Un manifesto che pubblicizza Atomic Runner Chelnov è presente nello scenario del secondo livello del videogioco Sly Spy